# Bow (Nuevo Hampshire)
Bow es un pueblo ubicado en el condado de Merrimack en el estado estadounidense de Nuevo Hampshire. En el Censo de 2010 tenía una población de 7.519 habitantes y una densidad poblacional de 102,14 personas por km².

## Geografía
Bow se encuentra ubicado en las coordenadas 43°7′59″N 71°32′14″O / 43.13306, -71.53722. Según la Oficina del Censo de los Estados Unidos, Bow tiene una superficie total de 73.62 km², de la cual 72.6 km² corresponden a tierra firme y (1.38%) 1.01 km² es agua.

## Demografía
Según el censo de 2010, había 7.519 personas residiendo en Bow. La densidad de población era de 102,14 hab./km². De los 7.519 habitantes, Bow estaba compuesto por el 97.22% blancos, el 0.09% eran afroamericanos, el 0.11% eran amerindios, el 1.38% eran asiáticos, el 0% eran isleños del Pacífico, el 0.31% eran de otras razas y el 0.89% pertenecían a dos o más razas. Del total de la población el 1.4% eran hispanos o latinos de cualquier raza.